# If I Could Turn Back the Hands of Time
If I Could Turn Back the Hands of Time är en musiksingel av R. Kelly från albumet "R." (1998). Låten handlar om att han är ledsen om hur han har behandlat sin tjej. Låten chartade på nummer 3 på the den svenska top 100 listan.